# Stabilogauge
Der Stabilogauge war ein analoger Bordrechner zur Stabilitätsberechnung, der vorwiegend auf amerikanischen Marineschiffen eingesetzt wurde.

## Beschreibung

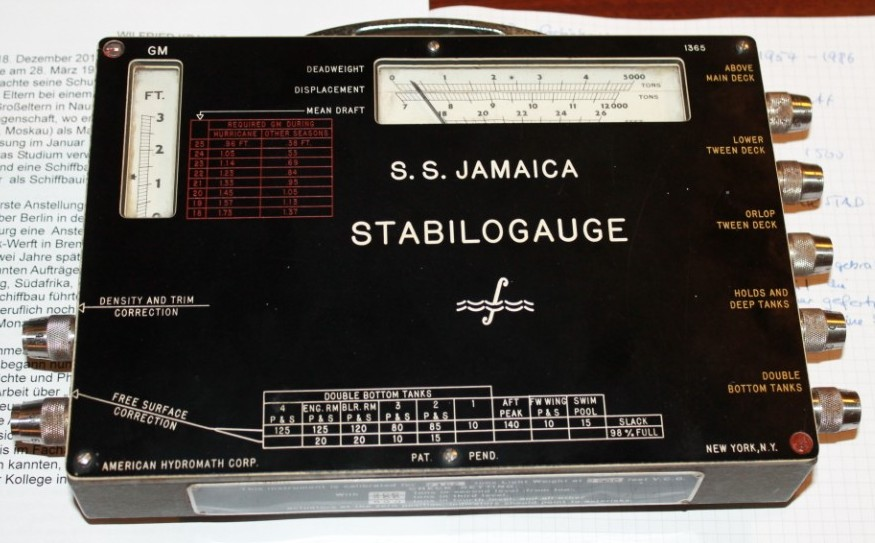
Stabilogauge des Dampfschiffs Jamaica mit eingraviertem Schiffsnamen und seitlichen Mikrometerschrauben

Der Name kann als Wortkombination aus Stabilität und Gauge gedeutet werden, wobei Gauge ein englischer Fachbegriff für ein einfaches Messgerät ist. Im Zweiten Weltkrieg gehörte der Stabilogauge, der von der Firma American Hydromath Company aus einem Feuerleitrechner entwickelt wurde, zur Standardausrüstung für alle von der US-Regierung bestellten Schiffe. Die zur Ermittlung der Stabilität benötigten konstanten schiffstypischen Daten waren in Form von elektrischen Widerständen und Kondensatoren fest eingegeben. Daher gehörte zu jedem Schiff ein eigener Stabilogauge, und der Schiffsname wurde auf dem Stabilitätsrechner eingraviert.
Die für die Stabilität des Schiffes bedeutsamen veränderlichen Daten wie Ladung, Ballast und Treibstoff wurden vom Ladungsoffizier für die einzelnen Räume und Tanks mit seitlichen Einstellrädchen in das Gerät eingegeben. Außerdem erfolgten Korrekturen für freie Flüssigkeitsoberflächen, die Ladungsdichte und den Trimm.
Das Bildbeispiel zeigt den Stabilogauge der Jamaica. Sie wurde als C3-Handelsschiff Jamaica auf der Werft Seattle-Tacoma Shipbuilding, Tacoma (Washington), gebaut und als Geleitflugzeugträger USS Jamaica (CVE-43) der Bogue-Klasse in Dienst gestellt. Sie wurde im September 1942 an Großbritannien abgegeben und hieß dann HMS Shah. 1947 wurde sie zum Handelsschiff umgebaut, in Salta umbenannt und 1966 verschrottet.